# رولف نیچه
رولف نیچه (انگلیسی: Rolf Nitzsche; ۱۸ سپتامبر ۱۹۳۰ – ۳ اوت ۲۰۱۵) دوچرخه‌سوار اهل آلمان بود. او در بازی‌های المپیک تابستانی ۱۹۵۶ استرالیا عضوی از تیم المپیک آلمان شرقی بود.